# Villa de las Rosas
Villa de las Rosas är en ort i Mexiko.   Den ligger i kommunen Las Margaritas och delstaten Chiapas, i den sydöstra delen av landet, 900 km öster om huvudstaden Mexico City. Villa de las Rosas ligger 648 meter över havet och antalet invånare är 136.
Terrängen runt Villa de las Rosas är kuperad. Runt Villa de las Rosas är det ganska glesbefolkat, med 34 invånare per kvadratkilometer. Närmaste större samhälle är Francisco Villa, 8,7 km norr om Villa de las Rosas. I omgivningarna runt Villa de las Rosas växer i huvudsak städsegrön lövskog.